# Komagnet

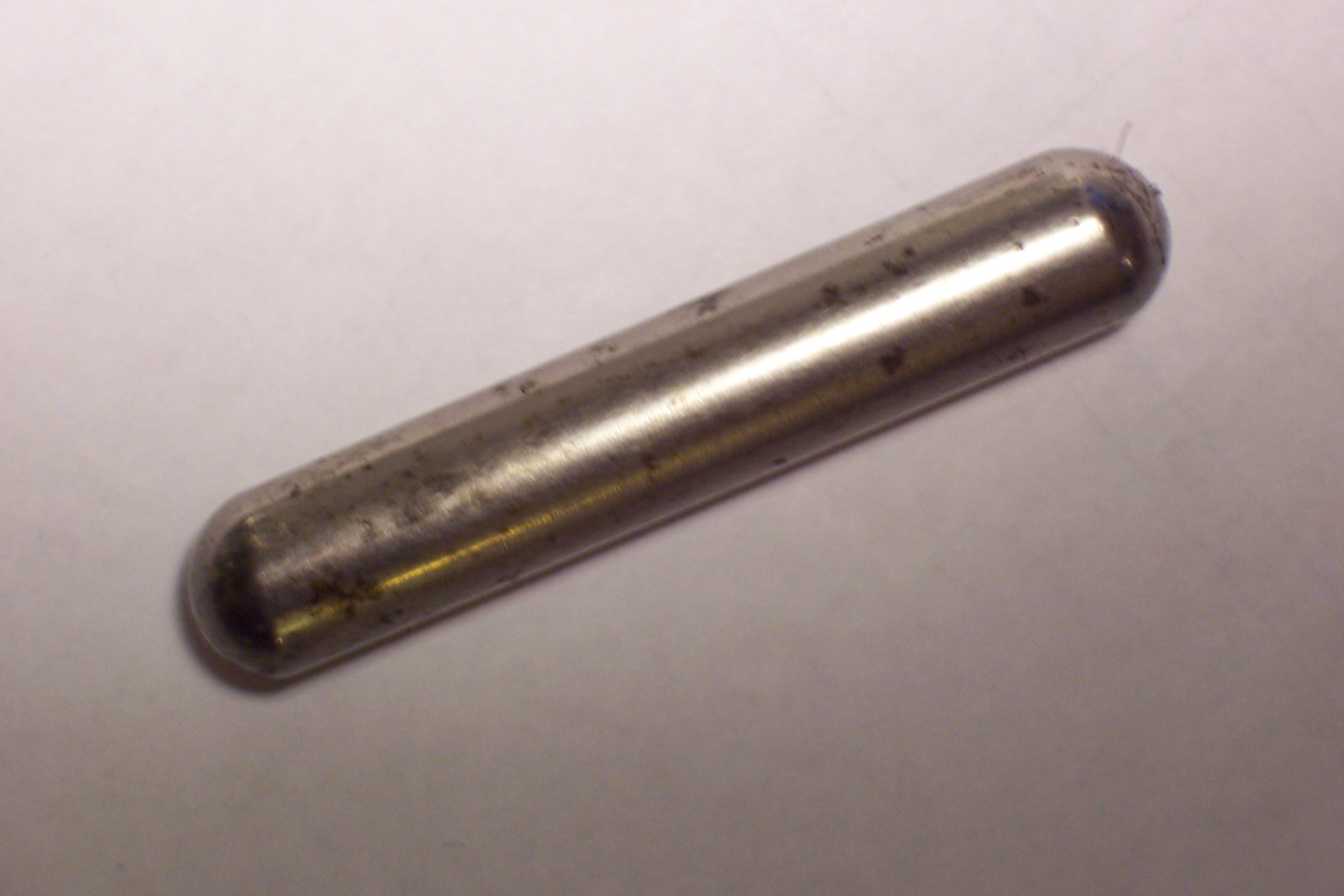
Komagnet

Komagnet är en magnetstav som placeras i nötboskapens förmagar, det vill säga i våmmen eller i nätmagen. Magneten drar till sig mindre järnföremål och hindrar att dessa vandrar vidare i nötboskapens mage- och tarmkanal. Magsyran i förmagen löser sedan upp metallföremålet.
När nötboskap betar får de ofta i sig mindre järnföremål som spikar, märlor och delar av ståltråd. Dessa kan skada djuren när de passerar matspjälkningssystemet. Magneterna placeras hos djuren genom att de får svälja dem. Tyngden hos magneten gör att den blir kvar i förmagen även om det finns risk för att den stöts upp och spottas ut.. De kan antingen placeras hos äldre djur för att det uppkommit ett behov eller hos kalvar för att bli kvar under hela deras livstid. De är normalt några centimeter i diameter och knappt en decimeter långa. Det finns modeller som har ett plastskal med långsmala öppningar för att skydda kon ytterligare.